# Galería Real
La Galería Real  es una antigua vía de comunicación subterránea situada bajo el Segundo Recinto Fortificado, el Tercer Recinto Fortificado y el  Cuarto Recinto Fortificado, que comunicaba este último con los dos anteriores y el Primer Recinto Fortificado, en la Capilla de Santiago de Melilla la Vieja en la ciudad española de Melilla.

## Historia
Esta galería de comunicación fue excavada a partir del siglo XVII y era el eje vertebral de la defensa de Melilla, pues permitía la comunicación subterránea de todos los recintos de la ciudadela, y en estos a su vez, los elementos estaban comunicados por ramales entre sí y con esta, lo cual les hacía inexpugnables ante un asedio, pues aunque en la superficie les cercaran, seguían comunicados bajo tierra, dándose incluso el extremo de que la Torre de Santa Lucía, contaba con varias ventanas, pero ninguna puerta, siendo su acceso subterráneo.